# Apink
Le Apink (에이핑크?, E-ipingkeuLR, EipingkeuMR) sono un gruppo musicale sudcoreano, formato a Seul nel 2011 sotto la IST Entertainment.

## Nome
Il nome del gruppo è composto da due parti: la "A" rappresenta l'intenzione di essere le migliori, mentre "Pink" indica il colore dell'innocenza, il rosa.

## Storia

### Prima del debutto
La prima ragazza a entrare a far parte delle Apink fu Son Na-eun, la seconda Park Cho-rong, successivamente leader del gruppo, e la terza Oh Ha-young. Jung Eun-ji fu il quarto membro della band, e venne rivelata attraverso l'account Twitter della Cube Entertainment, che pubblicò un video in cui eseguiva una cover del brano "Love You I Do" di Jennifer Hudson. Anche per Hong Yoo-kyung venne creato un video che la vedeva suonare al piano l'incipit di "Seven Springs of Apink". Le ultime a entrare nelle Apink furono Yoon Bo-mi e Kim Nam-joo. Successivamente, venne trasmesso sul canale TrendE il documentario Apink News, che mostrava il percorso seguito dalle sette ragazze per arrivare al debutto.

### 2011-2012: debutto eUne Année

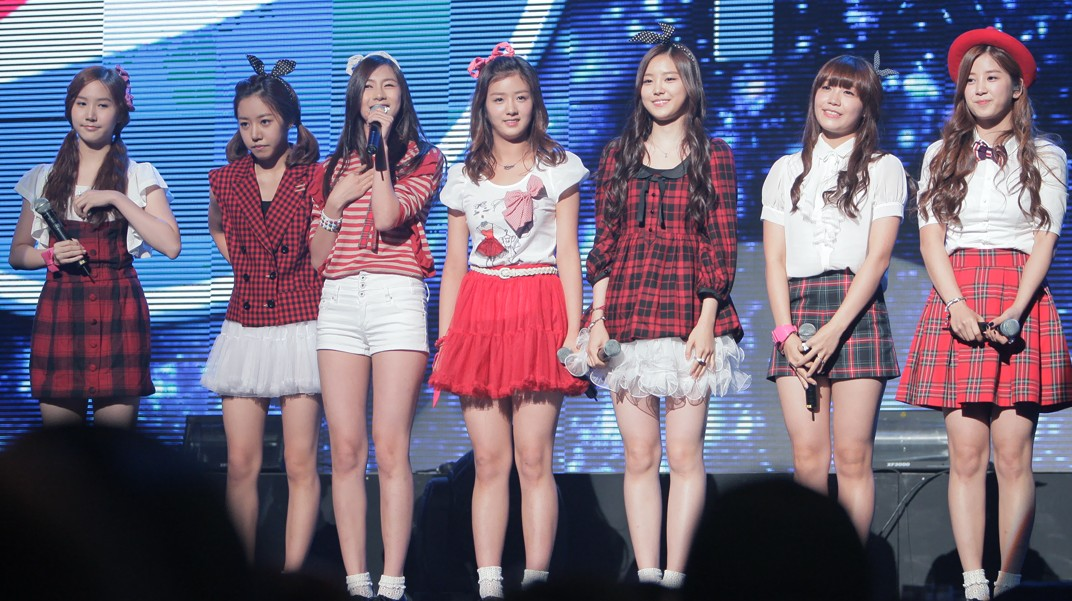
Le Apink a settembre 2011. Da sinistra: Hong Yoo-kyung, Kim Nam-joo, Oh Ha-young, Yoon Bo-mi, Son Na-eun, Jung Eun-ji e Park Cho-rong.

Il 19 aprile 2011, le Apink pubblicarono il loro primo EP, Seven Springs of Apink. Il secondo, Snow Pink, arrivò il 22 novembre. La canzone principale, "My My", venne notata per il sound che ricordava quello delle band femminili dei primi Anni 2000, come le S.E.S e le Fin.K.L. Durante la promozione del brano, le Apink aprirono, per una sola giornata, una sala da tè in cui servirono i fan; il ricavato venne devoluto in beneficenza. I membri misero all'asta anche alcuni oggetti personali per raccogliere più fondi. Sempre nel 2011, vinsero il premio come miglior artista femminile in occasione del Mnet Asian Music Awards 2011. A novembre i membri del gruppo presero parte ad un reality show intitolato Birth of a Family, insieme ai membri della boy band Infinite. Il gruppo registrò inoltre il brano "Please Let us Love" per la colonna sonora del drama coreano della SBS Boseureul jikyeora con Kim Jae-joong e Choi Kang-hee.
Il 21 marzo 2012, il gruppo si esibì alla Kool Haus di Toronto, Canada, per 1000-1600 fan. Il 19 aprile, pubblicarono il brano "April 19th" in occasione del loro primo anniversario. La canzone fu composta da Kim Jin-hwan, e le parole scritte direttamente dalla leader delle Apink, Park Cho-rong. "April 19th" venne inclusa nel loro primo album esteso, Une Année, pubblicato il 9 maggio, che arrivò alla quarta posizione della Circle Chart.
Nello stesso anno, i loro volti vennero digitalizzati nel videogioco di ruolo Elswords. Vinsero anche il ventiseiesimo Golden Disk Awards, il settimo Asia Model Festival Awards, il ventunesimo Seoul Music Award ed il primo Circle Chart Awards, nelle categorie dei migliori artisti emergenti.

### 2013-2014: nuovi EP e debutto in Giappone

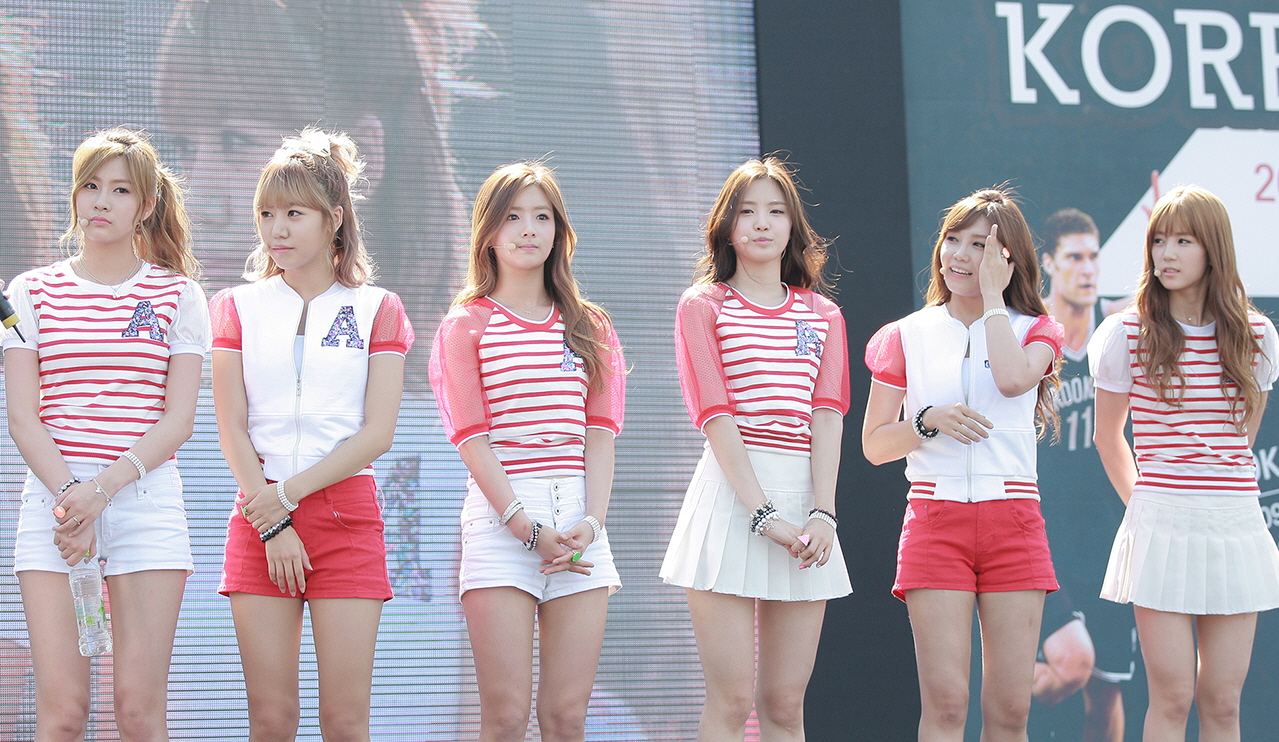
Le Apink al'evento NBA 3X Korea, agosto 2013.

Il 23 aprile 2013, fu annunciato che Hong Yoo-kyung avrebbe lasciato le Apink per concentrarsi sugli studi. Suo padre, tuttavia, dichiarò che era stata cacciata e chiese alla A Cube Entertainment di scusarsi e reintegrarla; la casa discografica smentì la notizia, garantendo che il ritiro di Hong Yoo-kyung era frutto di una sua decisione e che, pertanto, non sarebbe rientrata nel gruppo. Nonostante fosse stato annunciato l'arrivo di un nuovo componente prima del ritorno sulle scene, ciò non avvenne mai e il terzo EP, Secret Garden, uscì il 4 luglio ad opera dei soli sei membri rimanenti. Dal 18 al 25 ottobre, le Apink tennero il primo incontro con i fan taiwanesi, esibendosi per 1500 persone. Nella classifica dei gruppi di maggior successo del 2013 stilata dal media outlet Dispatch, apparvero al sesto posto, sotto Girls' Generation, SISTAR, f(x), 4Minute e 2NE1.
Il 12 gennaio 2014, il gruppo pubblicò il singolo digitale "Good Morning Baby" per celebrare il millesimo giorno dal debutto. Il 31 marzo uscì il quarto EP Pink Blossom trainato dal brano "Mr. Chu (On Stage)", il cui singolo digitale fu il settimo più venduto nella prima metà dell'anno. Il 16 giugno, uscì la seconda canzone tratta dall'EP, "Crystal".
A giugno, fu reso noto che le Apink avrebbero debuttato in Giappone in autunno con "NoNoNo" e "My My" in lingua giapponese. In seguito all'annuncio, "NoNoNo" raggiunse la vetta della classifica delle prevendite di Tower Records. Il 23 giugno, venne annunciata la creazione di una sotto-unità del gruppo, le Pink BnN, composta da Yoon Bo-mi e Kim Nam-joo: le Pink BnN debuttarono il 26 con il singolo "My Darling", registrato per il decimo anniversario di Brave Brothers. Ad agosto, iniziò, sul canale televisivo a pagamento MBC Every1, il reality show Apink's Showtime, che mostrò materiale inedito sul gruppo e la sua vita quotidiana. Il 29 settembre, il gruppo diffuse il videoclip giapponese di "NoNoNo", mentre il singolo uscì il 22 ottobre.
Il 2 novembre, venne annunciato il ritorno delle Apink sulle scene coreane, previsto per il 17 del medesimo mese con il quinto EP Pink Luv. A causa di alcuni errori nella produzione, l'uscita del disco fu posticipata di una settimana, al 24 novembre. Poche ore dopo l'uscita, il singolo di traino "Luv" raggiunse la vetta di tutte le principali classifiche musicali sudcoreane, conseguendo un "all-kill", e rimase in prima posizione nella classifica Instiz per due settimane consecutive. Le Apink furono anche l'unico gruppo femminile dell'anno a vincere Music Bank, Show! Music Core e Inkigayo per due settimane di fila, e diventarono le prime ad aver mai vinto Show! Music Core per cinque settimane consecutive. Secondo l'analisi della Gaon Chart, furono il terzo gruppo femminile a vendere di più nel 2014.

### 2015-2016: primi concerti solisti,Pink Memory,Pink SeasoneDear

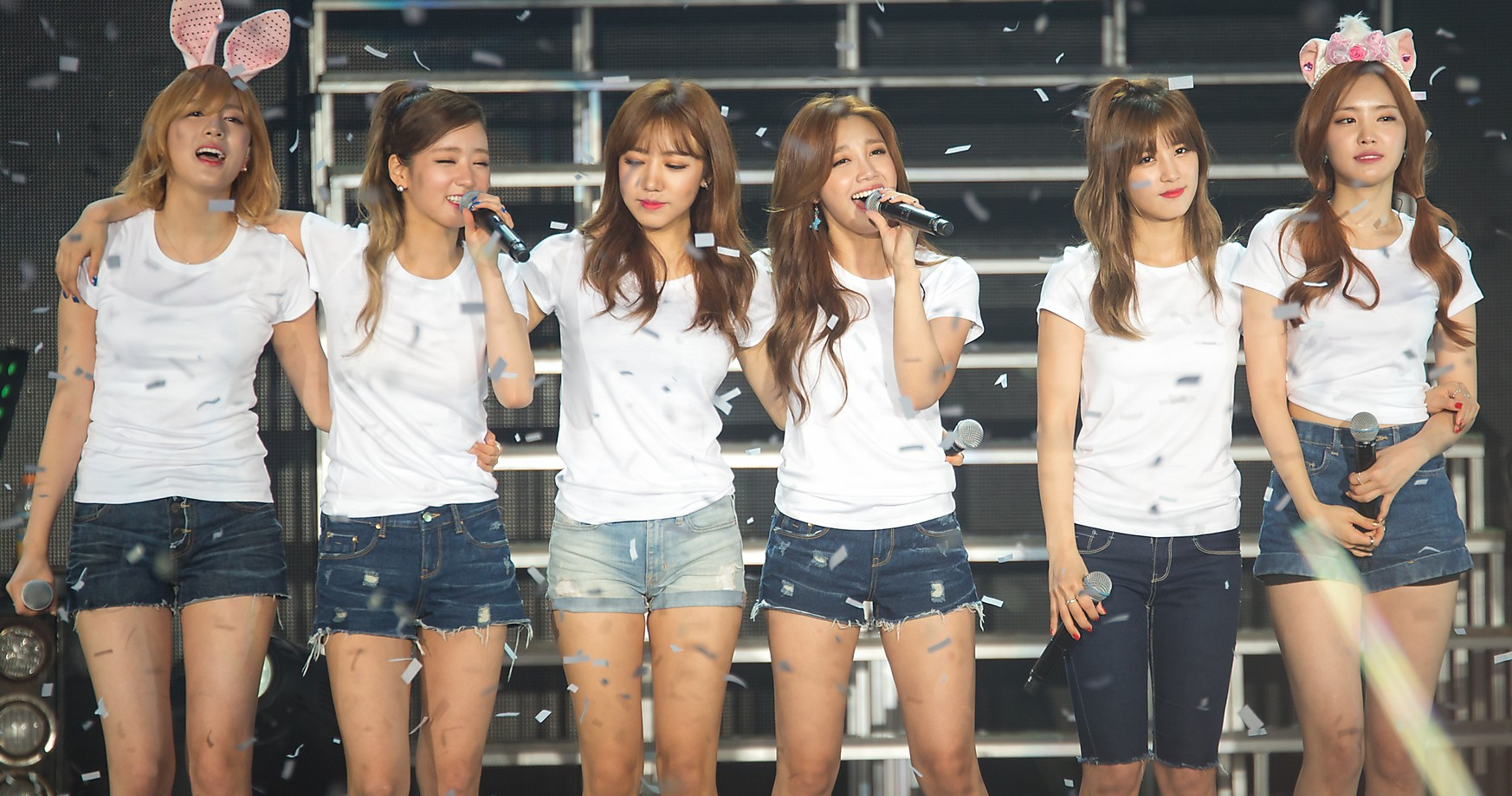
Le Apink durante il tour Pink Paradise a Shanghai.

Il 30 e il 31 gennaio 2015, le Apink tennero il loro primo concerto solista, Pink Paradise, all'Olympic Hall di Seul. I 7.200 biglietti andarono esauriti due minuti dopo l'inizio delle vendite.
Il 18 febbraio, uscì la versione giapponese di "Mr. Chu", il cui singolo contiene anche "Hush" nella medesima lingua. Raggiunse la seconda posizione della classifica settimanale Oricon, vendendo 54 000 copie durante i primi sette giorni. A fine mese, il gruppo entrò per la prima volta nella classifica delle quaranta celebrità sudcoreane più influenti stilata da Forbes Korea, piazzandosi diciottesimo; fu anche scelto come uno dei tre migliori nuovi artisti asiatici ai Japan Gold Disc Awards, organizzati dalla Recording Industry Association of Japan. Le Apink portarono il Pink Paradise al The MAX Pavilion di Singapore il 22 marzo e poi anche a Shanghai. In occasione del quarto anniversario, il 19 aprile pubblicarono il singolo "Promise U", le cui parole sono state scritte da Jung Eun-ji. Una versione giapponese di "Luv" uscì il 20 maggio, con "Good Morning Baby" nella stessa lingua come lato B.
Il 16 luglio, le Apink pubblicarono il secondo album esteso Pink Memory, trainato dalla title track "Remember", che ottenne un all-kill poche ore dopo. Il 22 e il 23 agosto, il gruppo tenne il secondo concerto solista Pink Island al Jamsil Indoor Stadium per 11.000 fan. Pochi giorni dopo, il 26, pubblicarono il primo album esteso giapponese, contenente tutti i singoli fino ad allora pubblicati e traduzioni di altre canzoni.
Dal 5 al 9 gennaio 2016, le Apink si esibirono in Nord America nel loro primo tour oltreoceano, Pink Memory: A Pink North American Tour 2016. Fecero sosta a Vancouver, Dallas, San Francisco e Los Angeles. Il 23 marzo uscì il loro quinto singolo giapponese "Brand New Days", anticipato a febbraio dal videoclip; il brano è utilizzato come sigla di apertura dell'anime Rilu Rilu Fairilu - Yousei no Door. Sia "Brand New Days" (nella versione coreana intitolata "Catch Me") che "The Wave", scritta da Park Cho-rong in occasione del quinto anniversario del gruppo, furono incluse nel terzo album coreano Pink Revolution, uscito il 26 settembre 2016 e trainato dal singolo "Only One".
A novembre, intrapresero il loro tour asiatico Pink Aurora, esibendosi in Taiwan e Singapore. Il 15 dicembre, pubblicarono il primo album speciale Dear, dedicato ai fan e promosso dalla title track "Cause You're My Star": il disco include cinque nuovi brani, inclusi tre duetti tra i membri, tracce strumentali e brani popolari del gruppo in versione ballata. Il 17 e 18 dicembre si tenne il terzo concerto coreano, intitolato Pink Party; il 21 dello stesso mese uscì invece il secondo album giapponese Pink Doll.

### 2017-oggi:Pink Up
Il 19 aprile 2017, in occasione del sesto anniversario dal debutto, le Apink pubblicarono un singolo dedicato ai loro fan, dal titolo "Always", incluso il 26 giugno nel loro sesto EP, Pink Up, promosso dalla title track "Five".

## Formazione
Attuale
- Park Cho-rong (박초롱) – leader, voce, rap (2011-presente)
- Yoon Bo-mi (윤보미) – voce (2011-presente)
- Jung Eun-ji (정은지) – voce (2011-presente)
- Kim Nam-joo (김남주) – voce, rap (2011-presente)
- Oh Ha-young (오하영) – voce (2011-presente)

Ex-membri
- Hong Yoo-kyung (홍유경) – voce, rap (2011-2013)
- Son Na-eun (손나은) – voce (2011-2022)

## Discografia

### Album in studio
- 2012 – Une Année
- 2015 – Pink Memory
- 2015 – Pink Season
- 2016 – Pink Revolution
- 2016 – Pink Doll
- 2017 – Pink Stories
- 2022 – Horn

### EP
- 2011 – Seven Springs of Apink
- 2011 – Snow Pink
- 2013 – Secret Garden
- 2014 – Pink Blossom
- 2014 – Pink Luv
- 2017 – Pink Up
- 2018 – One & Six
- 2019 – Percent
- 2020 – Look

### Raccolte
- 2014 – 2011-2014 Best of Apink - Korean Ver.
- 2016 – Dear
- 2018 – Apink Single Collection

## Videografia

### Videoclip
In coreano
- 2011 – "I Don't Know"
- 2011 – "Wishlist"
- 2011 – "It Girl (Remix Version)"
- 2011 – "My My"
- 2011 – "Skinny Baby" (con i Beast)
- 2012 – "Hush"
- 2012 – "Cat"[n 1]
- 2013 – "5! My Baby" (con i Beast)
- 2013 – "NoNoNo"
- 2013 – "Secret Garden"
- 2013 – "U You"
- 2013 – "Mini" (con i B.A.P)
- 2014 – "Good Morning Baby"
- 2014 – "Mr. Chu (On Stage)"
- 2014 – "Crystal"
- 2014 – "Luv"
- 2015 – "Promise U"
- 2015 – "Remember"
- 2015 – "Petal"
- 2016 – "The Wave"
- 2016 – "Only One"
- 2016 – "Ding Dong"
- 2016 – "Cause You're My Star"
- 2017 – "Always"
- 2017 – "Five"
- 2017 – "Oasis" (con Huh Gak e i Victon)
- 2018 – "Miracle"
- 2018 – "I'm so sick"
- 2019 – ""%%" (Eung Eung)"
- 2020 – "Dumhdurum"
- 2022 – "Dilemma"

1. ↑  Video non ufficiale, autoprodotto dalle Apink.

In giapponese
- 2014 – "NoNoNo"
- 2014 – "NoNoNo (Dance version)"
- 2015 – "Mr. Chu (On Stage)"
- 2015 – "Mr. Chu (On Stage) (Dance version)"
- 2015 – "Luv"
- 2015 – "Luv (Dance version)"
- 2015 – "Sunday Monday"
- 2016 – "Brand New Days"
- 2016 – "Brand New Days (Dance version)"
- 2016 – "Summer Time"
- 2017 – "Bye Bye"
- 2017 – "Motto Go! Go!"
- 2017 – "Orion"

### Album video
- 2015 – Apink 1st Concert Pink Paradise
- 2015 – Apink 1st Live Tour 2015 Pink Season
- 2016 – Apink 2nd Concert Pink Island in Seoul
- 2016 – Apink 2nd Live Tour 2016 Pink Summer